# Красне (Арзамаський район)
Красне (рос. Красное) — село в Арзамаському районі Нижньогородської області Російської Федерації.
Населення становить 2324 особи. Входить до складу муніципального утворення Красносельська сільрада.

## Персоналії
- Теличкіна Валентина Іванівна (* 1945) — радянська та російська акторка театру і кіно.

## Історія
Від 2009 року входить до складу муніципального утворення Красносельська сільрада.

## Населення
| 1999 | 2002  | 2010  |
| ---- | ----- | ----- |
| 2460 | ↘2344 | ↘2324 |